# DX-Ball
DX-Ball är ett gratisprogramdatorspel för PC som först släpptes år 1996 av Michael P. Welch. Spelet, som är en uppdaterad version av en tidigare serie av Amigaspel som kallas Megaball, är mönstrat efter klassiska boll-och-paddel-arkadspel såsom Breakout och Arkanoid. Det blev en massiv kultklassiker i Windows gratisprogramsspelnätverk under slutet av 1990-talet. En baneditor gjordes också tillgänglig.

## Spelupplägg
Spelet är i grunden en Breakout-klon:  en boll studsas från en paddel vid botten för att träffa olika färgblock (brickor) uppe på skärmen. Om bollen inte fångas av paddeln förloras ett liv. Elimination av samtliga brickor resulterar i fullbordande av nivån och därefter inleds efterföljande nivå. Det finns 50 nivåer att fullborda. Det finns fem typer av brickor: ordinära brickor (som elimineras vid träff), hårda gula oförstörbara brickor (som normalt inte elimineras vid träff), explosiva brickor (som tillsammans med omslutande brickor elimineras vid träff), dolda brickor (som synliggörs vid träff, vid ytterligare en träff elimineras de) och tröga brickor (som måste träffas flera gånger innan de elimineras).
I vissa nivåer kan utformningen av oförstörbara brickor låta bollen "fastna" i ett studsande mönster mellan de oförstörbara brickorna utan att vidröra bollen. Om detta inträffar, kommer alla oförstörbara brickor så småningom att förvandlas till ordinära brickor efter en minut.

### Kraftföremål
En skillnad från Breakout är likväl införandet av kraftföremål (engelska: Power-ups) utöver extrabollar. Vid träff av en bricka, finns det en chans att ett kraftföremål kommer att falla nedåt mot paddeln, vartefter det kan plockas upp genom att det träffar paddeln. Vissa kraftföremål har positiva effekter (vilka har blå bakgrund), medan andra har negativa (vilka har röd bakgrund), vilket gör det viktigt att försöka samla de positiva kraftföremålen och samtidigt undvika de negativa kraftföremålen. Det finns 18 kraftföremål, fyra av dem är neutrala (vilka har grå bakgrund). Nedan visas en lista över kraftföremålen och deras konsekvens ifall de fångas av paddeln:
Blå (positiva) kraftföremål
- "Thru Brick" (Genom brickor) – gör så att bollen går igenom alla brickor och samtidigt eliminerar dem
- "Set-Off Exploding" (Explosion) – alla explosiva brickor och brickorna som omsluter dessa elimineras
- "Fireball" (Eldboll) – förvandlar bollen till en eldboll så att den även eliminerar omslutande brickor vid träff av en bricka samt oförstörbara brickor, som normalt inte kan elimineras
- "Shooting Paddle" (Skjutande paddel) – möjliggör skjutning av brickor från paddeln
- "Grad Paddle" (Elektromagnetisk paddel) – gör att paddeln fångar bollen och gör att den kan skjutas upp på valfri plats
- "Extra Life" (Extraliv) – ger spelaren ett extraliv, men på bekostnad av de flesta andra kraftföremålen
- "Level Warp" (Nivåövergång) – resulterar i en direkt övergång till nästa nivå
- "Zap Bricks" (Mjuka brickor) – avslöjar dolda brickor och förvandlar oförstörbara brickor till ordinära brickor
- "Slow Ball" (Långsam boll) – decelererar bollen
- "Multiply Exploding" (Explosiv brickutvidgning) – förvandlar omslutande brickor kring explosiva brickor till explosiva brickor likaså

Röda (negativa) kraftföremål
- "Kill Paddle" (Livsförlust) – spelaren förlorar ett liv
- "Shrink Ball" (Liten boll) – förminskar bollen
- "Fast Ball" (Snabb boll) – accelererar bollen positivt; bollen accelereras också positivt gradvis då spelet fortsätter
- "Super Shrink" (Liten paddel) – kontraherar paddeln till dess minsta möjliga storlek
- "Falling Bricks" (Fallande brickor) – gör så att alla brickor faller nedåt ett steg varje gång bollen träffar paddeln

Grå (neutrala) kraftföremål
- "Expand Paddle" (Paddelexpansion) – expanderar paddeln
- "Shrink Paddle" (Paddelkontraktion) – kontraherar paddeln
- "Split Ball" (Bollklyvning) – fördubblar antalet bollar; om dessa bollar inte fångas av paddeln förloras dock inte ett liv, så länge minst en boll är i spel

## Uppföljare
DX-Ball har två direkta uppföljare: DX-Ball 2 av Longbow Digital Arts (1998) och Super DX-Ball av Michael P. Welch själv (2004). Medan DX-Ball 2 senare efterträddes av Rival Ball (2001), relaterar det senare endast som en spirituell efterträdare till det ursprungliga DX-Ball, som utvecklades av Longbow Digital Arts. Till skillnad från DX-Ball, utgör dessa spel inte gratisprogram.